# Era leptonowa
Era leptonowa – pojęcie stosowane w kosmologii dla określenia jednej z początkowych faz rozwoju Wszechświata, następującej po erze hadronowej, a przed erą promieniowania.
Na podstawie modelu kosmologicznego rozszerzającego się Wszechświata przyjmuje się, że era ta rozpoczęła się, gdy temperatura Wszechświata spadła do 1012 K, a gęstość do 1014 g/cm³, co miało miejsce w chwili t=10−4 s, gdy hadrony i antyhadrony uległy prawie całkowitej anihilacji, zamieniając się w promieniowanie – oznaczało to koniec ery hadronowej. Głównymi składnikami Wszechświata były (oprócz fotonów) elektrony, miony, taony i ich antycząstki oraz odpowiadające im neutrina, oddziałujące na siebie słabymi siłami jądrowymi. Wszystkie te cząstki znajdowały się w stanie równowagi termodynamicznej, gdyż reakcje pomiędzy nimi zachodziły znacznie szybciej, niż następowała ekspansja. Pierwsze ważne wydarzenie ery leptonowej ma miejsce około jednej sekundy po Wielkim Wybuchu, kiedy gęstość materii spadła do 1010 g/cm³, a temperatura do 1011 K, co pozwoliło na rozpoczęcie procesów nukleosyntezy, czyli powstawania jąder atomowych, która trwała kilka minut, ale zadecydowała o składzie chemicznym pierwotnej materii Wszechświata. Drugie ważne wydarzenie ery leptonowej nastąpiło około dwie sekundy po Wielkim Wybuchu, kiedy to neutrina przestały oddziaływać z innymi postaciami materii. Neutrina te, podobnie jak promieniowanie tła, powinny być równomiernie rozłożone w przestrzeni, a ich odkrycie byłoby silnym potwierdzeniem modelu standardowego. Reliktowe tło neutrinowe powinno mieć temperaturę 1,9 K. Bardzo dużym problemem technicznym przy obserwacjach neutrin jest jednak ich niezwykle słabe oddziaływanie z innymi postaciami materii.
Era leptonowa kończy się procesem anihilacji elektronów i pozytonów (pary mionowe i taonowe ulegają anihilacji wcześniej). Przy końcu epoki leptonowej równowaga termodynamiczna pomiędzy protonami i neutronami zostaje zachwiana – neutrony stanowią teraz 16% nukleonów, a protony 84%. Zaczyna się era promieniowania.